# گمینا میاستکووو
گمینا میاستکووو (به لهستانی:  Gmina Miastkowo) یک گمینا در لهستان است که در شهرستان وومژا واقع شده‌است. گمینا میاستکووو ۱۱۴٫۸۴ کیلومتر مربع مساحت و ۴٬۳۵۰ نفر جمعیت دارد.